# Marleen Barth
Magdalena Antoinette Maria (Marleen) Barth (Den Helder, 21 maart 1964) is een Nederlands voormalig politica, oud-journaliste en bestuurder.
Barth werkte als parlementair verslaggever voor Trouw (1990–1997). Ze was namens de Partij van de Arbeid (PvdA) onder meer lid van de Tweede Kamer (1998–2002) en de Eerste Kamer (2011–2018). In de Eerste Kamer was ze tevens fractievoorzitter. Barth was voorzitter van CNV Onderwijs (2005–2008) en van het bestuur van GGZ Nederland (2008-2013).

## Opleiding
Barth ging naar de lagere school in Den Helder, eerst een jaar naar een protestants-christelijke, vervolgens naar een rooms-katholieke. Van 1976 tot 1983 deed zij ongedeeld vwo aan het rooms-katholieke Han Fortmann College in Heerhugowaard. Ze studeerde van 1983 tot 1989 politicologie aan de Universiteit van Amsterdam en behaalde haar diploma cum laude. In 1986 werd ze lid van de Partij van de Arbeid.

## Loopbaan
Na haar studie was Barth van 1990 tot 1997 parlementair verslaggever bij het dagblad Trouw. In deze periode was ze geen lid van de PvdA, maar in oktober 1997 werd zij weer lid.
Bij de Tweede Kamerverkiezingen in 1998 stond Barth op plaats 14 van de PvdA-kandidatenlijst. Haar kandidatuur leidde tot discussie in de journalistiek in hoeverre het aanvaardbaar is dat journalisten zich kandidaat stellen voor een politieke partij. De PvdA behaalde 45 zetels en dientengevolge was Barth van 19 mei 1998 tot en met 23 mei 2002 lid van de Tweede Kamer. Ze was hier onderwijswoordvoerder voor haar partij en hield zich verder bezig met binnenlandse zaken en justitie. Bij de Tweede Kamerverkiezingen in 2002 stond Barth op plaats 32. De PvdA haalde slechts 23 zetels, waardoor Barth niet terugkwam.
Van 2002 tot 2004 werkte zij als zelfstandig consulent. In 2003 was ze bij de Provinciale Statenverkiezingen in Noord-Holland lijsttrekker voor de PvdA en werd vanaf 20 maart 2003 lid van de Provinciale Staten. Vanaf deze datum vervulde zij ook het fractievoorzitterschap, totdat zij op 1 januari 2005 voorzitter werd van de Onderwijsbond CNV. Van 1 mei 2008 tot 1 september 2013 was zij voorzitter van GGZ Nederland. Barth was verder onder meer voorzitter van de Banning Werkgemeenschap voor de PvdA, lid van de SER (2010-2011) en in de periode 2013-2017 vicevoorzitter van de KNMP. Ze werd in 2015 voorzitter van de raad van toezicht van IZER, in 2013 lid van de raad van toezicht van Hogeschool van Amsterdam en in 2016 voorzitter van de Vereniging van Openbare Bibliotheken.

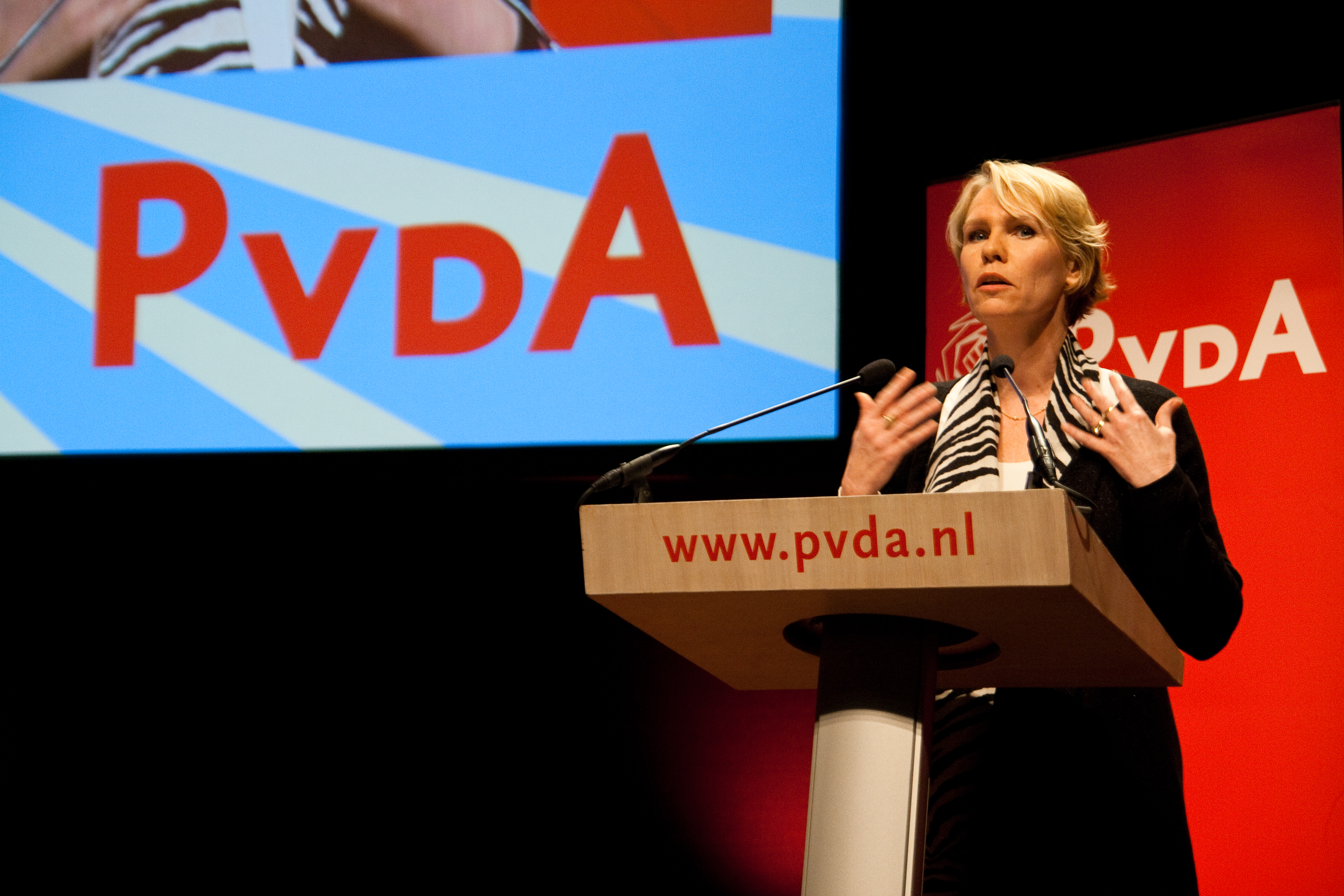
Marleen Barth spreekt op het partijcongres van de PvdA in 2011

Tijdens het partijcongres op 29 januari 2011 werd zij gekozen als lijsttrekker bij de verkiezingen voor de Eerste Kamer in 2011. Na de verkiezingen werd ze fractievoorzitter.
Op 29 januari 2018 publiceerde NRC Handelsblad dat Barth had getracht een huurverlaging te bedingen voor de burgemeesterswoning van haar en haar man Jan Hoekema, voor de zeven weken dat haar echtgenoot als oud-burgemeester wachtgeld ontving. Zij werd hiervoor door het partijbestuur van de Partij van de Arbeid ter verantwoording geroepen. Kort daarna bleek dat ze een vakantie naar de Malediven had geboekt, terwijl in de Eerste Kamer gestemd zou worden over een initiatiefwet voor het doneren van menselijke organen. Over dit wetsvoorstel was veel discussie en elke stem leek mee te tellen. Ze zegde toe de reis te annuleren, maar toen de stemming een week werd uitgesteld ging ze alsnog, waardoor ze het vervolgdebat miste. Ook dat leverde haar veel kritiek op. Op 8 februari 2018 legde ze het senaatslidmaatschap neer wegens alle ontstane ophef. Kort daarop legde Barth ook het voorzitterschap van de Vereniging van Openbare Bibliotheken neer toen was gebleken dat een aantal leden van die vereniging van mening was dat zij door de publiciteit rondom de affaire niet meer geloofwaardig kon functioneren.

## Persoonlijk
Barth is getrouwd met de oud-politicus Jan Hoekema. Ze heeft een zoon. Barth is rooms-katholiek en naar haar eigen zeggen is het geloof voor haar heel belangrijk. In 2008 zei ze in een interview: "[I]n de politiek moet je oppassen met de mate waarin je je geloof al te veel als leidraad gebruikt. Het is een inspiratie, de Bijbel is geen verkiezingsprogramma."